# San Cristóbal (Wenezuela)

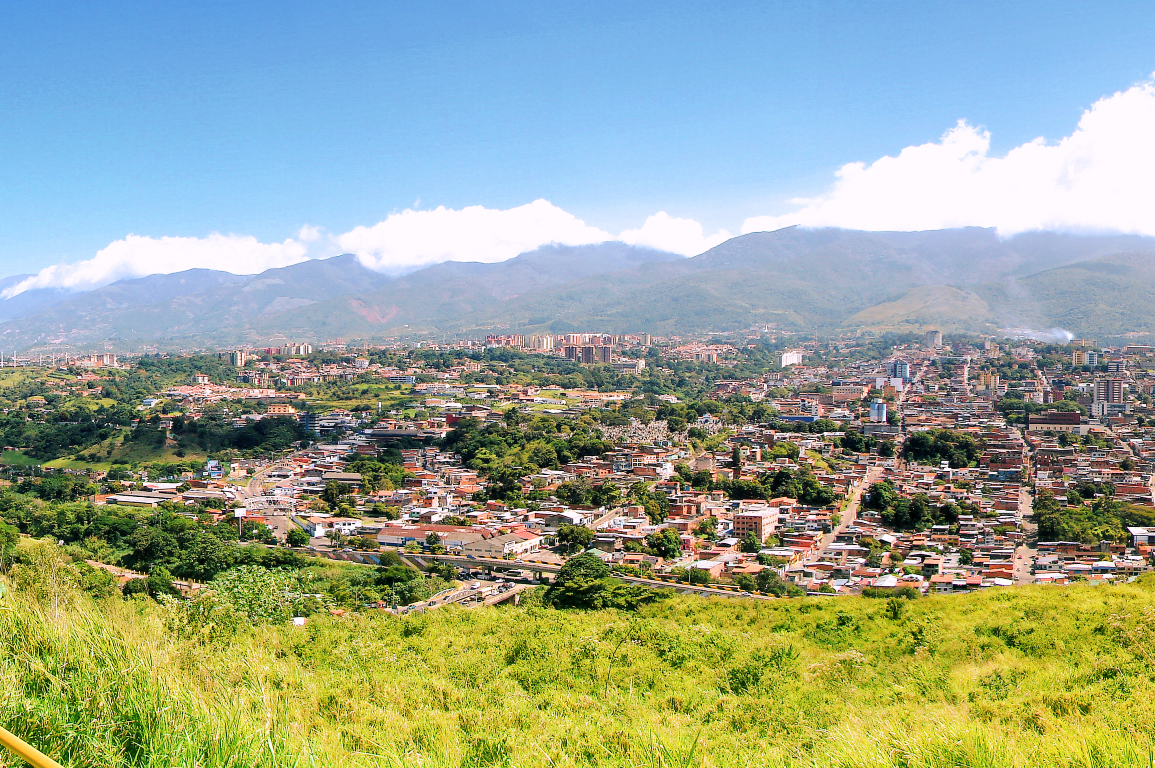
San Cristóbal widziane ze wzgórza

San Cristóbal – miasto w zachodniej Wenezueli, na południowo-zachodnim krańcu łańcucha górskiego Cordillera de Mérida, na wysokości około 825 metrów. Stolica stanu Táchira. Około 460 tys. mieszkańców (2001).